# Curtea Constituțională a Republicii Austria
Curtea Constituțională a Austriei (în germană Verfassungsgerichtshof) este tribunalul responsabil pentru controlul judiciar în Austria.
Acesta verifică constituționalitatea statutelor, legalitatea ordonanțelor și a altor acte legislative secundare, precum și constituționalitatea deciziilor altor instanțe. De asemenea, Curtea decide cu privire la conflictele de demarcație dintre instanțe, dintre instanțe și administrația publică, precum și dintre organismele federale și de stat. Acesta soluționează plângerile electorale, îi consideră responsabili pe oficialii aleși și pe cei numiți politic pentru comportamentul lor în funcție și se pronunță cu privire la cererile de răspundere împotriva Austriei și a birocrației sale.
Curtea este formată din paisprezece membri și șase membri supleanți, numiți de președinte la numirea Cabinetului, a Consiliului Național și a Consiliului Federal. Deși teoretic se presupune că, Curtea se întâlnește rar în plen și rareori aude argumente orale; cele mai multe cazuri de astăzi sunt decise în spatele ușilor închise de panouri de nouă sau cinci membri. Opiniile tind să fie concise și academice. Curtea Constituțională este foarte puternică, dar a manifestat istoric o reținere judiciară considerabilă.
Președintele curții este în prezent Christoph Grabenwarter.

## Responsabilități

### Pretenții de răspundere
Curtea Constituțională judecă cererile de răspundere împotriva Republicii, provinciilor și municipalităților sale.
Curtea Constituțională judecă cererile concurente de autoritate:
- între instanțe și birocrație;
- între instanțele generale și instanțele administrative;
- între alte instanțe și Curtea Constituțională însăși;
- între guvernele provinciale;
- între un guvern provincial și guvernul național.

Plângerea nu trebuie să provină direct din partea uneia dintre entitățile concurente. Persoanele, fie ele fizice sau altele, care consideră că li se încalcă drepturile de către o autoritate care își asumă în mod necorespunzător jurisdicția, au dreptul subsidiar de a se plânge; pot depune acțiune în numele autorității pe care o consideră că este trecută cu vederea. Persoanele au, de asemenea, un drept subsidiar de a solicita ca Curtea Constituțională să se ocupe de conflictele de delimitare negative. Dacă o persoană solicită un permis sau un alt act administrativ și este respinsă de două autorități diferite, fiecare susținând că problema intră în competența celeilalte autorități, solicitantul poate cere Curții Constituționale să dispună ca una dintre autorități să își asume responsabilitatea și să ia măsuri.
Guvernul național și guvernele provinciale pot cere Curții Constituționale să decidă un posibil conflict de delimitare înainte ca acesta să devină o controversă reală. Dacă legislativul național ia în considerare un act pe care cabinetul național consideră că ar încălca zona de competență rezervată provinciilor, cabinetul național poate trimite proiectul de act la Curtea Constituțională pentru revizuire. Cabinetul național poate solicita, de asemenea, revizuirea legislației secundare pe care o ia în considerare. La fel, cabinetele provinciale pot cere Curții să revizuiască proiecte de legislație provincială, primară sau secundară. Legislația trebuie să fie un proiect; nu poate fi deja soluționată. Verdictul Curții devine lege constituțională și este publicat ca atare în Monitorul Oficial. Astfel, verdictul leagă chiar și Curtea Constituțională însăși, împiedicându-o să se răzgândească asupra aceleași chestiuni; doar o modificare a constituției poate anula decizia.

### Control judiciar
Curtea Constituțională asigură că toată legislația austriacă, primară sau secundară, este conformă cu legislația austriacă de rang superior. Statutele și tratatele internaționale care au fost ridicate la rangul de statut de către legislativ trebuie să fie conforme cu constituția. Ordonanțele executive și tratatele obișnuite trebuie, de asemenea, să fie conforme cu legea obișnuită. Ordonanțele suplimentare trebuie să fie conforme cu ordonanțele inițiale de la care derivă. De exemplu, un semn de circulație trebuie să fie legal conform Legii traficului rutier, dar și conform Reglementării Ministerului Comerțului privind Semnele Rutiere. Deoarece constituția austriacă definește Austria ca fiind o federație, provinciile sunt state federale pe hârtie și au constituții proprii simbolice; legea provincială trebuie să fie conformă cu acestea, precum și cu constituția națională. Curtea nu verifică conformitatea legislației cu dreptul Uniunii Europene.
Legea și ordonanțele neconstituționale nu sunt nule ex tunc. Decizia Curții le anulează la fel cum ar fi făcut-o abrogarea de către legislativ sau administrație; deciziile bazate pe acestea, luate în trecut, rămân valabile. Curtea are o marjă de apreciere cu privire la data la care decizia sa devine efectivă. De obicei, legile și ordonanțele găsite ca fiind neconstituționale își pierd valabilitatea începând cu ziua următoare publicării verdictului. Totuși, pentru a preveni disfuncționalitățile, Curtea poate stabili o perioadă de grație în timpul căreia o lege neconstituțională rămâne în vigoare și poate fi aplicată. Perioada de grație poate dura până la șase luni pentru ordonanțe și până la optsprezece luni pentru legi. Curtea poate acorda optsprezece luni pentru ordonanțele care sunt de facto statute, deoarece dispariția acestora va necesita o nouă lege pentru a le înlocui. Pe de altă parte, Curtea poate face decizia retroactivă. Largul domeniu de apreciere al Curții o obligă să „legifereze de la tribună”, chiar dacă nu dorește acest lucru: Curtea nu doar anunță o concluzie pe care nu o poate evita, ci alege oficial politica.
Curtea nu poate anula tratatele, deoarece Austria nu poate rezilia unilateral un acord pe care l-a încheiat în baza dreptului internațional. Totuși, Curtea poate ordona oficialilor austrieci să nu mai aplice tratatul. Dacă acest lucru pune Austria într-o situație de încălcare a obligațiilor de tratat, administrația este responsabilă să negocieze o modificare a tratatului sau retragerea din acesta. La fel ca în cazul legilor și ordonanțelor pe care le anulează, Curtea poate acorda o perioadă de grație în timpul căreia prevederile tratatului pot fi încă aplicate. Perioada de grație poate dura până la doi ani pentru tratatele care modifică constituția Uniunii Europene și până la un an pentru majoritatea celorlalte tratate.
Legislația poate fi contestată în fața Curții Constituționale de orice persoană privată, fizică sau juridică. Plângerea trebuie să susțină că reclamantul îi sunt încălcate drepturile prin actul legislativ în cauză, în mod efectiv, nu doar potențial. De asemenea, plângerea trebuie să argumenteze că nu există nicio modalitate plauzibilă pentru reclamant de a rezolva problema prin altă procedură. În funcție de tipul statutului, ordonanței sau tratatului, Curtea poate fi solicitată de guvernul național, guvernele regionale sau grupuri de legislatori naționali sau regionali.
Legislația poate fi contestată și de instanțele care judecă cazuri pentru a căror soluționare este relevantă. Legislația poate fi contestată și de una dintre părțile unui proces, dar numai după ce instanța de judecată a emis verdictul și numai dacă verdictul face referire efectiv la actul legislativ în cauză. Verdicturile instanțelor administrative de prim grad pot fi contestate suplimentar pe baza încălcării drepturilor constituționale ale părții relevante într-un alt mod. Această posibilitate permite Curții Constituționale să exercite controlul judiciar nu doar asupra ordonanțelor, ci și asupra acțiunilor cu aplicabilitate individuală ale ramurii executive: Un cetățean care consideră că i-au fost încălcate drepturile constituționale de o decizie sau evaluare administrativă poate depune o plângere într-o instanță administrativă. Dacă instanța administrativă este de acord cu reclamantul, aceasta anulează decizia administrației. Dacă instanța administrativă nu este de acord, reclamantul poate escalada problema la Curtea Constituțională. Dacă Curtea Constituțională este de acord cu reclamantul, aceasta anulează instanța administrativă, provocând o rejudecare; astfel, poate anula și administrația.

### Contestații la alegeri
Rezultatele alegerilor pot fi contestate în fața Curții Constituționale. Alegerile care pot fi contestate includ, dar nu se limitează la, alegerile prezidențiale, alegerile pentru Consiliul Național, legislaturile provinciale, consiliile municipale, consiliile districtuale municipale și Parlamentul European. Curtea judecă contestațiile nu doar la alegerile publice, ci și la alegerile organelor reprezentative, de exemplu alegerile membrilor Consiliului Federal sau ale guvernatorilor provinciali de către legislaturile provinciale, alegerile primarilor de către consiliile municipale sau alegerile președinților consiliilor districtuale municipale de către consiliile districtuale municipale. De asemenea, Curtea judecă contestațiile la rezultatele inițiativelor populare, consultărilor populare și plebiscitelor.
Alegerile publice pot fi contestate de partidele politice sau candidații participanți; alegerile organelor reprezentative pot fi contestate printr-o moțiune a unei zecimi din membrii organului respectiv. Rezultatele inițiativelor populare (Volksbegehren) sunt contestate de inițiator sau printr-o moțiune a patru membri ai unei legislaturi. O petiție din partea alegătorilor contestă rezultatele unei consultări populare (Volksbefragung) sau unui plebiscit (Volksabstimmung); petiția trebuie să aibă între 100 și 500 de semnături, în funcție de mărimea circumscripției.
Dacă Curtea constată că legea electorală a fost încălcată într-un mod care ar fi putut influența rezultatul, aceasta poate dispune o recompunere a voturilor sau anularea alegerilor în întregime sau cel puțin pentru districtul electoral în cauză. Curtea este obligată să anuleze alegerile dacă reclamanții dovedesc că neregularitatea a influențat într-adevăr rezultatul. Concepțiile greșite populare privind acest punct au cauzat controverse în trecut. Curtea a fost acuzată de depășirea atribuțiilor, de exemplu, atunci când a ordonat repetarea alegerilor prezidențiale din 2016 din Austria. Partea care a pierdut a putut dovedi încălcări, dar nu a arătat (sau nici măcar nu a susținut) că aceste încălcări au fost motivul pentru care au pierdut. Curtea nu ar fi fost obligată să anuleze alegerile; unii comentatori au crezut în mod greșit că nici nu ar fi avut voie să facă acest lucru.
Curtea a fost istoric destul de strictă în insistența asupra respectării procedurii corecte. A anulat alegeri din cauza unor nereguli care nu ar fi putut afecta rezultatul, doar ca o chestiune de principiu. Cel mai notabil, Curtea a ordonat repetarea alegerilor pentru Consiliul Național din 1995 din orașul Reutte. Sonja Moser, ministrul Afacerilor Familiale la acea vreme, a vizitat Reutte, orașul său natal, în ziua alegerilor și a putut să voteze chiar dacă nu era pe lista de alegători; ca ministru, ea locuia la Viena și ar fi fost pe lista de alegători din Viena. Oficialii secției de votare au observat problema, dar au ales să o ignore. Pentru a sublinia în mod ferm faptul că oficialii alegerilor nu trebuie să închidă ochii, Curtea Constituțională a ordonat ca cetățenii din Reutte să voteze din nou.

### Destituiri din funcție
Un număr de oficiali aleși și numiți politic pot fi destituiți în fața Curții Constituționale pentru abateri din funcție. Impeachment-ul este limitat la acuzații de încălcări culpabile ale legii efective; doar malpraxisul politic nu este suficient. Ca caz special, președintele poate fi destituit doar pentru încălcări culpabile ale dreptului constituțional. Membrii cabinetului sunt destituiți de către Consiliul Național. Ceilalți oficiali sunt destituiți de cabinet. Membrii administrațiilor provinciale sunt destituiți de către Consiliul Național, cabinet, sau legislatura provincială, în funcție de natura transgresiunii. Președintele este destituit de către Adunarea Federală.
Dacă Curtea constată că inculpatul este vinovat, aceasta este obligată să-l îndepărteze din funcție. În anumite cazuri minore, Curtea poate să se limiteze doar la a constata încălcarea. În cazuri extreme, Curtea poate să-l priveze pe inculpat de drepturile politice, deși doar pentru o perioadă limitată; acest lucru l-ar împiedica pe inculpat să ocupe funcții politice pentru o perioadă de timp.

## Compoziție

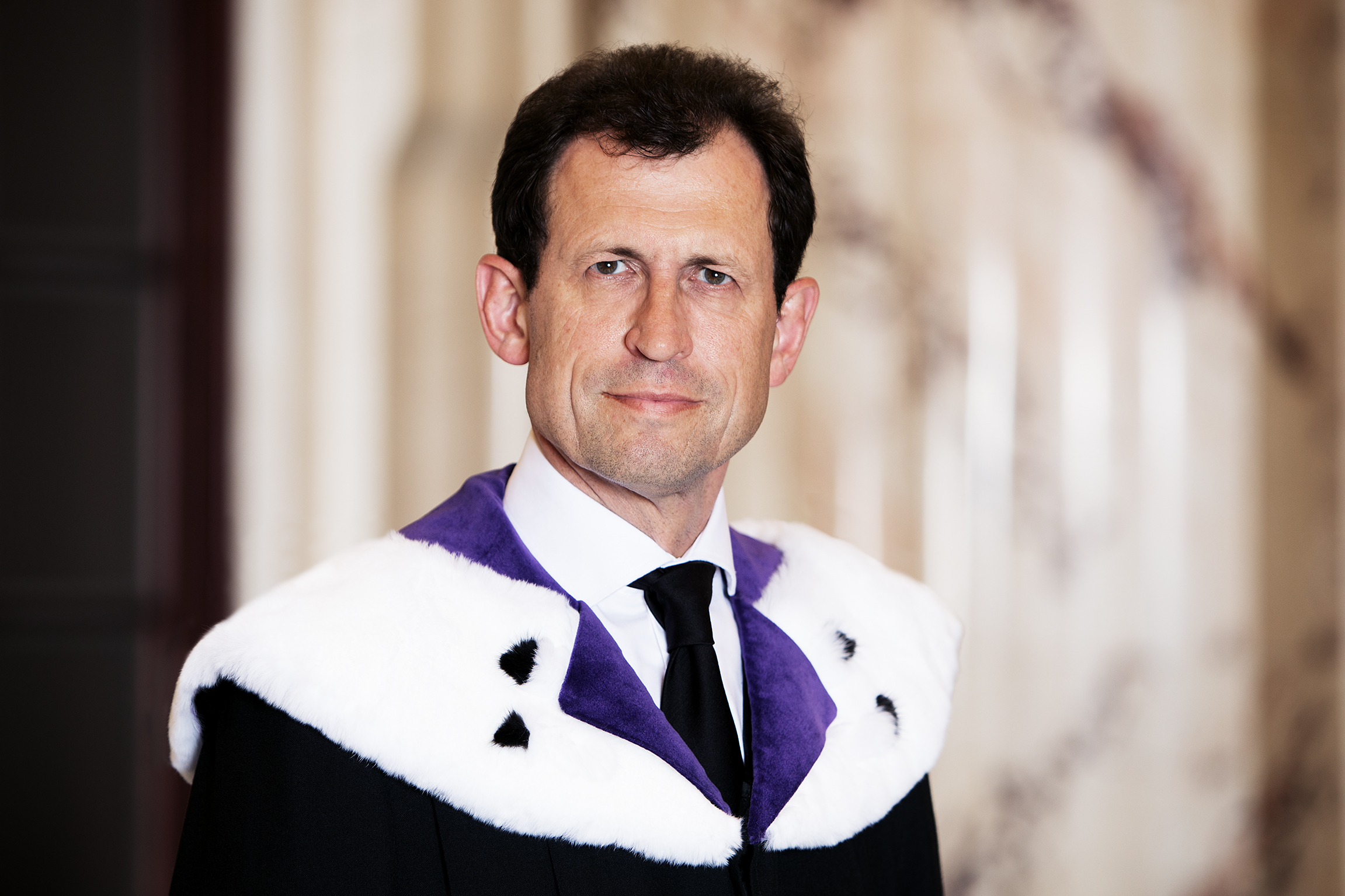
Christoph Grabenwarter, președintele Curții Constituționale din 2020

Curtea Constituțională este formată din președinte, vicepreședinte, doisprezece membri suplimentari și șase membri supleanți. Judecătorii sunt numiți de Președinte la propunerea cabinetului, Consiliului Național sau Consiliului Federal:
- Cabinetul (Guvernul) nominalizează președintele, vicepreședintele, șase membri suplimentari și trei membri supleanți.
- Consiliul Național nominalizează trei membri și doi membri supleanți.
- Consiliul Federal nominalizează ceilalți trei membri și un alt membru supleant.

Candidații trebuie să dețină o diplomă de drept și să fi lucrat cel puțin zece ani într-o funcție care necesită cu adevărat o diplomă de drept; nu este necesar să fie autorizați pentru a practica dreptul într-o anumită capacitate. Judecătorii nominalizați de cabinet, totuși, trebuie să fie membri ai corpului judecătoresc (Richterstand) sau funcționari publici (Verwaltungsbeamte) de carieră, sau să dețină un post de profesor titular (Professur). Membrii corpului judecătoresc (Richterstand) sunt juriști care au finalizat formarea postuniversitară pentru funcția de judecător, au promovat examenul final și sunt astfel eligibili pentru numirea într-un tribunal; nu trebuie să dețină în prezent un post.
Candidații nu pot fi membri ai unui cabinet național sau provincial sau ai unei structuri legislative și nu pot fi funcționari sau angajați ai vreunui partid politic. Membrii care îndeplinesc o astfel de funcție după numirea lor în Curte trebuie să fie eliminați din Curte. În afară de această restricție privind ocuparea unor funcții politice evidente, nu există în esență reguli care să prevină conflictele de interese. Cei care au redactat Constituția din 1920 nu au dorit ca Curtea să fie formată în mare parte din judecători profesioniști; ei au dorit ca Curtea să poată atrage experiență din lumea reală din diverse profesii. Cei care au redactat Constituția nu au prevăzut volumul de muncă actual și nu au crezut că un post în Curte ar fi o muncă cu normă întreagă; ei își închipuiau că membrii Curții vor ocupa o funcție onorifică acordată bătrânilor și demnitarilor cu responsabilități continue în alte locuri. Membrii Curții pot și chiar sunt membri în consiliile de administrație ale companiilor listate la bursă, inclusiv al celor care fac afaceri cu guvernul austriac; ei pot chiar să practice avocatură pentru companii implicate în litigii în fața instanțelor din Austria. Acest fapt a devenit o sursă de controversă.
Membrii și membrii supleanți se pensionează în ultima zi a anului în care împlinesc 70 de ani. Un membru sau membru supleant poate fi eliminat din Curte de o majoritate de două treimi dintre membri, dar numai pentru motive întemeiate.

## Procesul

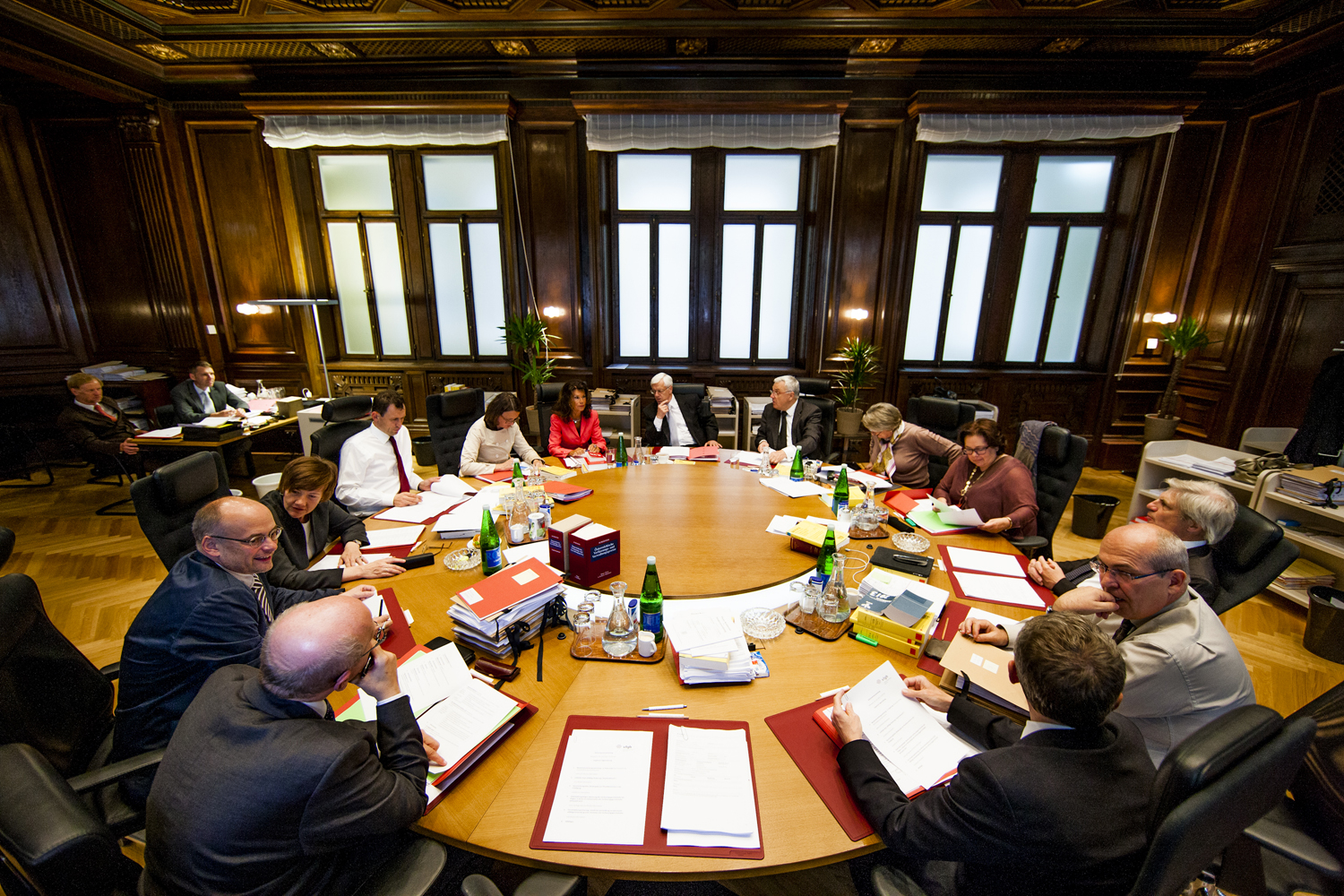
Conferință

Procesele în fața Curții Constituționale sunt adversariale și urmează în mare parte regulile proceselor civile convenționale.
În teorie, procesele în fața Curții Constituționale sunt orale și publice. O plângere în fața Curții este mai întâi atribuită unuia dintre membri pentru gestionarea cazului. Managerul de caz sau raportorul (Referent) conduce cercetările preliminare. Un birou format din aproximativ 80 de specialiști și asistenți este atașat Curții pentru a ajuta raportorii în această sarcină. După finalizarea cercetării preliminare, se stabilește o dată pentru argumentarea orală și este anunțată în Wiener Zeitung, gazetă oficială a guvernului austriac. Președintele preia conducerea. În absența președintelui, vicepreședintele preia conducerea; în absența ambilor, sesiunea este condusă de cel mai vârstnic membru de drept. Curtea se întrunește și ascultă mai întâi prezentarea oficială a cazului și a cercetării de către raportor, apoi argumentul propriu-zis. Curtea se retrage pentru a delibera, ajunge la o decizie și pronunță verdictul. În practică, regula generală conform căreia procesele ar trebui să fie orale și publice are câteva excepții largi și argumentarea orală este rară astăzi. Pronunțările orale sunt chiar mai rare; deliberarea poate dura un timp considerabil; verdictul este de obicei trimis prin poștă odată ce a fost luat.
Așa cum au fost inițial prevăzute procesele în fața Curții Constituționale, toți cei 14 membri ar trebui să fie de obicei prezenți pentru argumentare și deliberare. Cu toate acestea, cvorumul real este fie de 9 membri, fie de 5 membri, în funcție de specificul cazului. Procentajul mare de cazuri care pot fi decise de doar 5 membri și volumul tot mai mare de muncă al Curții au determinat Curtea să creeze un sistem de așa-numite Senate Mici (Kleine Senate); puține cazuri sunt tratate astăzi de o sesiune plenară adevărată.
Cazurile sunt decise prin majoritate simplă a membrilor. Președintele nu votează, dar hotărăște în caz de egalitate.
Verdictele tind să fie concise. Lungimea totală a verdictului tipic este între 5 și 50 de pagini, iar opinia propriu-zisă ajunge la 2-10 pagini. Doar verdictul propriu-zis este publicat; nu există opinii disidente sau concurente. Limbajul este academic. Curtea se adresează mai mult comunității juridice decât publicului larg; în loc să repete opiniile existente ale instanțelor și publicațiile academice în detaliu, le face doar referire.

## Istorie

### A Doua Republică

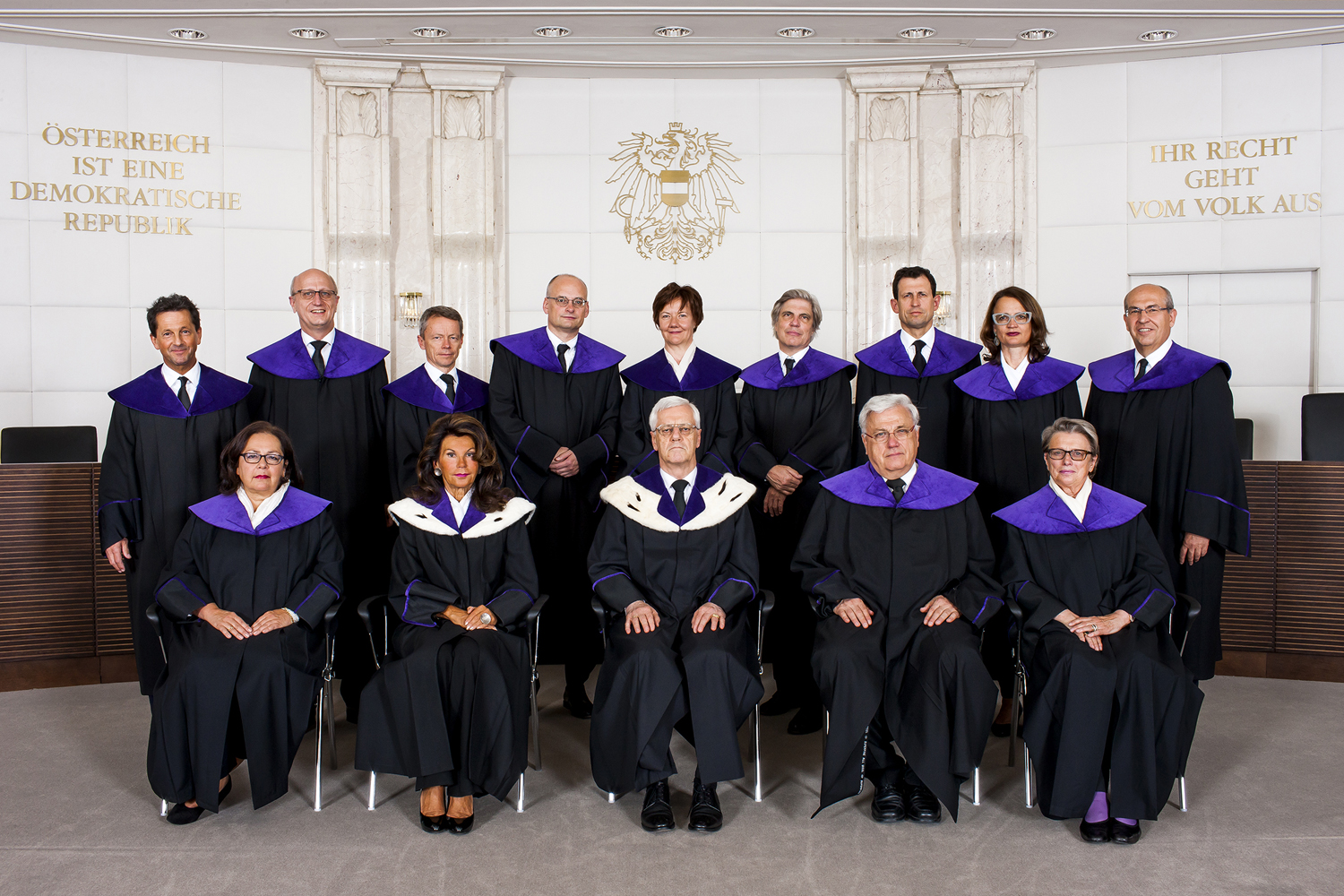
Curtea Constituțională în 2015

După eliberarea Austriei de sub regimul nazist în 1945, guvernul provizoriu al celei de-a doua Republici Austriace a decis să reînființeze sistemul de drept constituțional care a existat imediat înainte de preluarea puterii de către Austrofascismul din martie 1933. Astfel, Curtea Constituțională a fost reînființată conform regulilor de numire din 1929. Din nou, cele două partide politice dominante au ajuns rapid la un acord privind nominalizările pentru Curtea Constituțională, care împiedicau ca vreunul dintre tabere să câștige un avantaj semnificativ. Fiecare partid deținea efectiv o parte din locuri. Membrii Social-Democrați care se pensionau erau înlocuiți de alți membri Social-Democrați; Partidul Popular avea dreptul să înlocuiască judecătorii Partidului Popular care se pensionau. De data aceasta, însă, acordul a dus într-adevăr la crearea unui tribunal echilibrat, cu o reputație de independență și de calitate academică; procesul oarecum paradoxal a fost denumit „depoliticizare prin politizare”. Drept urmare, Curtea a avut tendința să adopte poziții de non-intervenție în chestiuni politice sensibile; a arătat, în general, o mare reținere judiciară.
Pe parcursul timpului, domeniul de activitate al Curții Constituționale a fost extins substanțial de mai multe ori. În 1958, puterea Curții de a examina conduita alegerilor a fost extinsă pentru a include alegerile la nivel provincial și municipal. Din 1964, Curtea a avut puterea de a revizui tratatele internaționale. O reformă din 1974 a stabilit în sfârșit dreptul persoanelor fizice, nu doar al altor ramuri ale puterii de stat, de a contesta legi și ordonanțe în fața Curții.